# Arquivos da Iugoslávia
Os Arquivos da Iugoslávia (em sérvio:  Архив Југославије, Arhiv Jugoslavije), em Belgrado, Sérvia, abriga e protege os materiais de arquivo produzidos por órgãos e organizações estatais da Iugoslávia de 1918 a 2006. Atualmente existe como uma instituição cultural, museu e biblioteca. O edifício do Arquivo está localizado em Senjak, que pertence a uma área histórico-cultural designada de Topčider, famosa por seus numerosos edifícios públicos e privados classificados como monumentos. É o arquivo e museu mais importante da história da Iugoslávia.

## História
Os Arquivos do Estado Iugoslavo foram fundados em 1950, sob o nome de Arquivo Estatal da República Popular Federal da Iugoslávia (RPFI). Em 1958, a sala de leitura foi aberta para pesquisadores internacionais, com Ivo John Lederer como o primeiro historiador não iugoslavo a investigar a delegação iugoslava na Conferência de Paz de Paris.  Desde então, vários historiadores, publicistas e diplomatas de vários países utilizaram as coleções do arquivo.  Os pesquisadores austríacos Yuri Standenat, Gustav Chalupa e Felix Ermacora foram trazidos ao arquivo em 1987 devido às investigações sobre o passado de guerra do ex-Secretário-geral da ONU e presidente austríaco Kurt Waldheim, tornando-o uma "persona non grata" nos EUA.  Três anos depois, o nome foi alterado para Arquivo Estadual da RSFI e, em 1964, para Arquivo da Iugoslávia. Manteve esse nome até 2003, quando, como consequência da criação da União Estatal da Sérvia e Montenegro, foi renomeado para Arquivos da Sérvia e Montenegro. Em 2009, o governo sérvio restabeleceu seu nome anterior e lhe concedeu o status de alta importância cultural. 

## Arquivos e coleções
Em seus 840 arquivos e coleções, os Arquivos da Iugoslávia abrigam 24,5 quilômetros de registros criados entre 1914 e 2006. Os materiais estão relacionados às atividades do governo central e das autoridades estaduais nas áreas de política interna e externa, finanças, economia, saúde, educação, cultura, política social, justiça, bancos e outros tópicos. 
Os registros de arquivo do período do Reino da Iugoslávia compreendem 146 arquivos de materiais criados entre 1918 e 1945. Os materiais de arquivo da Iugoslávia do pós-guerra compreendem 633 arquivos gerados no período entre 1945 e 2006. 

## Construção do Arquivo

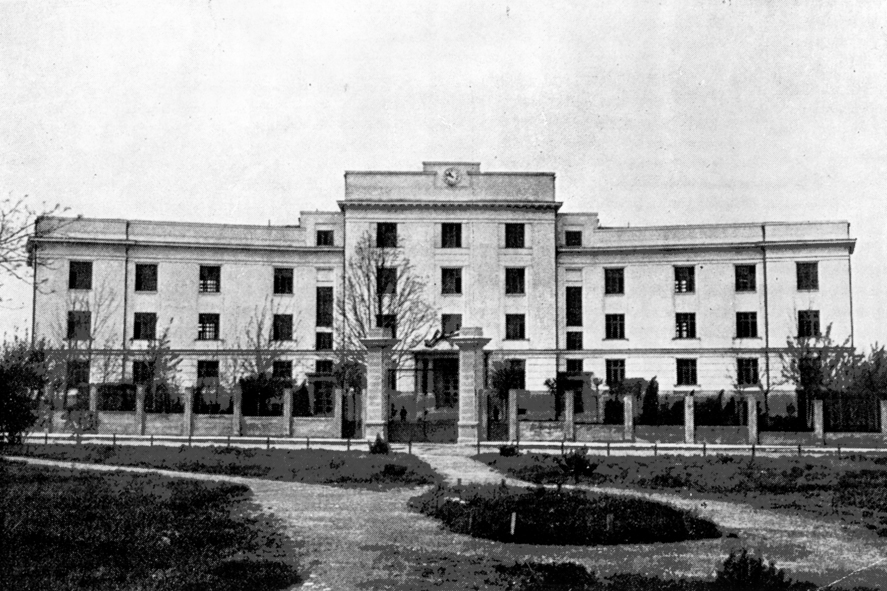
Residência para estudantes do ensino médio Rei Alexandre I, 1933

Erguido em 1933 no local da Primeira Escola de Oficiais de Infantaria Não Comissionados "Rei Alexandre I", o edifício foi inicialmente chamado de Lar Residencial para Estudantes do Ensino Médio Rei Alexandre I. 
Vojin Petrovic projetou o impressionante edifício de três andares no estilo modernista. Seu uso mudou com o início da Segunda Guerra Mundial e a ocupação, durante a qual abrigou o Quartel-General da Gestapo, bem como uma seção do comando militar alemão para o Sudoeste. Após a guerra, o prédio abrigou o Partido Comunista e uma escola de polícia. 

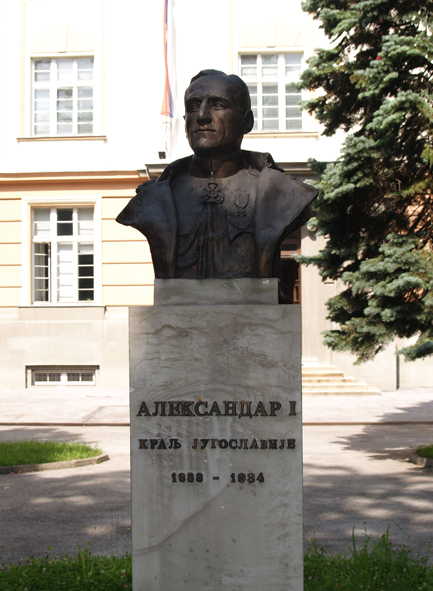
Busto do Rei Alexandre I no pátio dos Arquivos da Iugoslávia

Em 2003, um busto do Rei Alexandre I, feito a partir de uma escultura criada em 1936 por Slavko Miletic, foi devolvido ao pátio do edifício dos Arquivos. 
Em 22 de março de 2007, o governo sérvio declarou o edifício dos Arquivos como Patrimônio Cultural da Sérvia. Em 19 de fevereiro de 2009, foi fundada a instituição cultural dos Arquivos da Iugoslávia. 